# Bahrije
Bahrije (perski: بحريه) – wieś w południowym Iranie, w ostanie Chuzestan. W 2006 roku miejscowość liczyła 226 osób w 36 rodzinach.